# Mandataire automobile
 (janvier 2015).
Si vous disposez d'ouvrages ou d'articles de référence ou si vous connaissez des sites web de qualité traitant du thème abordé ici, merci de compléter l'article en donnant les références utiles à sa vérifiabilité et en les liant à la section « Notes et références ».
Un mandataire automobile est un intermédiaire qui agit pour le compte de particuliers, auprès de concessionnaires-distributeurs. Le mandataire automobile achète des véhicules neufs ou d'occasion à un prix avantageux, négociés auprès de concessionnaires, parfois lors de déstockages, pour ensuite en faire profiter ses clients.
Le terme mandataire auto désigne également de façon plus large les courtiers automobile ainsi que les prestataires de services proposant des voitures neuves à prix réduits sur Internet.
Ces nouveaux acteurs de la vie économique commencent à avoir un succès certain auprès des particuliers qui aujourd'hui s'engagent de plus en plus vers cette voie, notamment sur internet, qui leur permet de profiter de prix au rabais. Un mandataire auto peut officier soit en tant que mandataire « transparent » ou « opaque » ; lors d'un mandata transparent, c'est le fournisseur qui facture directement au client final, le mandataire automobile ne touchant qu'une commission, dans le cas d'un mandat opaque, le mandataire auto achète et revend lui-même le véhicule.

## Fonctionnement
Le mandataire automobile est dans la plupart des cas :
- mandaté par un client pour lui acheter un véhicule qui répond à son budget et à ses critères s'il s'agit d'une voiture d'occasion.
- mandaté pour obtenir le prix le plus bas sur le modèle désiré s'il s'agit d'un véhicule neuf.

## Achat d'une voiture neuve
Les mandataires automobile travaillent avec leur propre réseau, bien établi, de concessionnaires. Quand un client souhaite une nouvelle voiture, le mandataire va contacter un ou plusieurs concessionnaires dans son réseau et détermine ensuite lequel lui fournira le véhicule au meilleur prix. Des facteurs tels que la date de livraison ou le lieu du concessionnaire sont aussi pris en compte. La plupart des mandataires auto proposent de livrer le véhicule directement chez le client contre un certain montant. La plupart du temps, la transaction et le contrat de vente se font directement entre le client et le concessionnaire.

## Achat d'une voiture d'occasion
Certains mandataires auto peuvent permettre de trouver le véhicule d'occasion désiré, par exemple dans différents pays européens où les tarifs sont intéressants. Dans la plupart des cas, le mandataire va acheter la voiture et la revendre au client.
Il existe aussi des prestataires automobiles qui, eux, n’achètent pas les véhicules, mais conseillent ou aident leur clients à trouver au meilleur prix la voiture qu'ils souhaitent acheter. Ceux-ci sont en relation avec différents professionnels de la vente automobile (garages, concessionnaires et aussi des mandataires), ce qui leur permet de trouver l'offre la plus adaptée. Ils représenteront le client chez le vendeur pour l'achat du véhicule sélectionné et le livreront ensuite à son domicile. Comme dans le cas des mandataires, le client n'a pas à se déplacer ni à s'occuper des démarches administratives, le prestataire le fera pour lui.

## Provenance des véhicules
Le mandataire achète ses véhicules de plusieurs façons :
1. Déstockage des concessionnaires : le mandataire récupère les invendus des différents concessionnaires à des prix intéressants.
2. Commande d'un modèle en grandes quantités : effectuée auprès d'un concessionnaire partenaire consentant d'importantes remises au mandataire. Un ou plusieurs concessionnaires partenaires sont choisis par le mandataire pour une marque donnée, les volumes de commandes à l'année permettent des tarifs attractifs dont bénéficie l'acheteur final.
3. Achat dans l'union européenne : la politique commerciale des constructeurs étant différente dans chaque pays selon les marchés, le mandataire achète ses véhicules dans un autre pays de l'UE où les tarifs seraient plus avantageux pour certains modèles. L'absence de taxe d'importation rend ce système attrayant.
4. Le mandataire commande pour le compte du client final le véhicule de son choix auprès d'un distributeur français ou étranger au sein de l'Europe.

## En Belgique
Jusqu’en 2011, il n’y avait pas de mandataire actif sur le sol belge en raison notamment de la complexité du marché de la distribution automobile en Belgique. En installant leurs activités sur le net et en tirant avantageusement parti de ce média, certaines entreprises commencent à proposer ce service.
L’appellation « mandataire automobile » n’est pas encore entrée dans le vocabulaire usuel belge et est plus généralement issue de France, active sur ce marché depuis plus de quinze ans.